# Explosion des feux d'artifice du marché de San Pablito en 2016
L'explosion des feux d'artifice du marché de San Pablito en 2016 est survenue le 20 décembre 2016 lorsqu'une explosion de feu d'artifice s'est produite au marché de San Pablito dans la ville de Tultepec, au nord de Mexico, au Mexique. Au moins 42 personnes ont été tuées et des dizaines d'autres ont été blessées.

## Contexte
Tultepec a une culture et une industrie de feux d'artifice importante, avec une histoire de deux cents ans de production de feux d'artifice. Environ 65% de la population de la ville est directement ou indirectement impliquée dans la production de feux d'artifice. Selon l'Instituto Mexiquense de la Pirotecnia, 436 ateliers ou détaillants de feux d'artifice étaient enregistrés dans la municipalité de Tultepec. Le marché de San Pablito est un important centre de feux d'artifice artisanaux mexicains. La ville avait mis en place de nouvelles mesures de sécurité sur le marché après les explosions liées aux feux d'artifice en 2005 et 2006.

## Explosion
La cause de l'explosion est inconnue, mais des sources ont prétendu au préalable que la poudre à canon des feux d'artifice avait déclenché l'explosion. Jusqu'à 300 tonnes de feux d'artifice auraient été présentes sur le marché. L'explosion s'est produite vers 15h00 CST (21h00 UTC). Au 24 décembre, au moins 36 personnes sont mortes et au moins 84 autres ont été blessées. Parmi les morts, 26 sont morts sur le site de l'explosion et les autres à l'hôpital. Parmi les blessés, 46 personnes ont été hospitalisées, dont cinq dans un état critique.
Six enfants figuraient parmi les blessés, dont une fille avec des brûlures sur plus de 90% de son corps. Une fois qu'ils étaient stables et que les tuteurs avaient été contactés, ces enfants devaient être transférés à l'hôpital Shriners pour enfants à Galveston (en), au Texas, aux États-Unis, pour y être traités. Les maisons voisines ont été considérablement endommagées et une grande partie du marché a été détruite dans l'explosion.

## Réactions

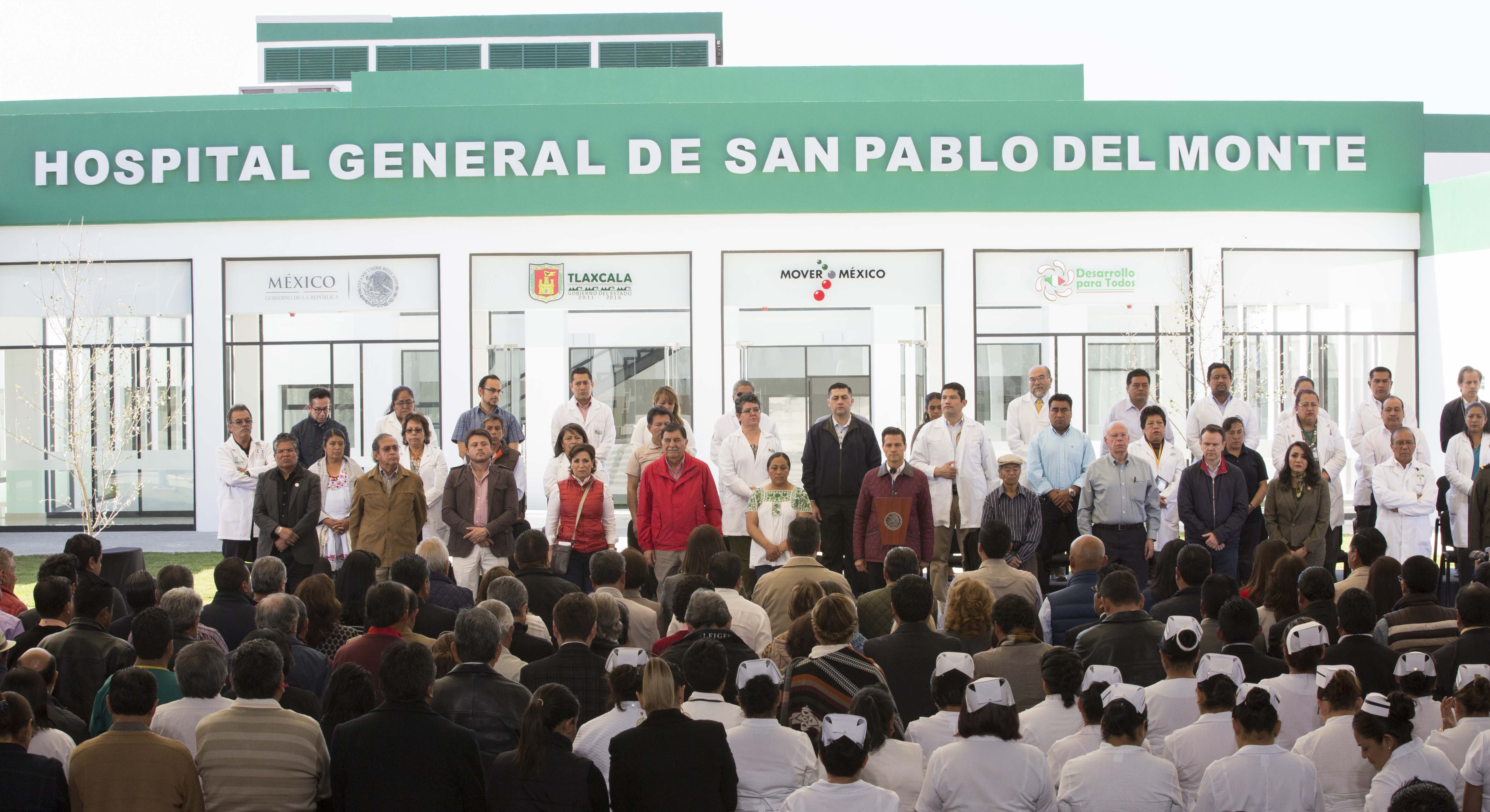
Enrique Peña Nieto, son cabinet et plusieurs médecins et infirmières observant un moment de silence lors d'un événement à San Pablo del Monte, dans l'État de Tlaxcala

- José Manzur, représentant le gouvernement de l'État de Mexico, a déclaré que toutes les factures funéraires et médicales des personnes tuées et blessées seront payées par le gouvernement.
- Le président Enrique Peña Nieto a présenté ses condoléances et a ordonné aux agences fédérales de se coordonner avec les autorités de l'État pour aider les familles des personnes touchées, en particulier dans les soins médicaux.
- Germán Galicia Cortes, le président du marché de San Pablito, a déclaré que les vendeurs recevraient une aide gouvernementale pour couvrir leurs pertes et s'est engagé à rouvrir le marché.
- Le bureau du procureur général fédéral a commencé une enquête sur l'incident, avec des enquêteurs médico-légaux déployés sur le site le 21 décembre.

## Galerie

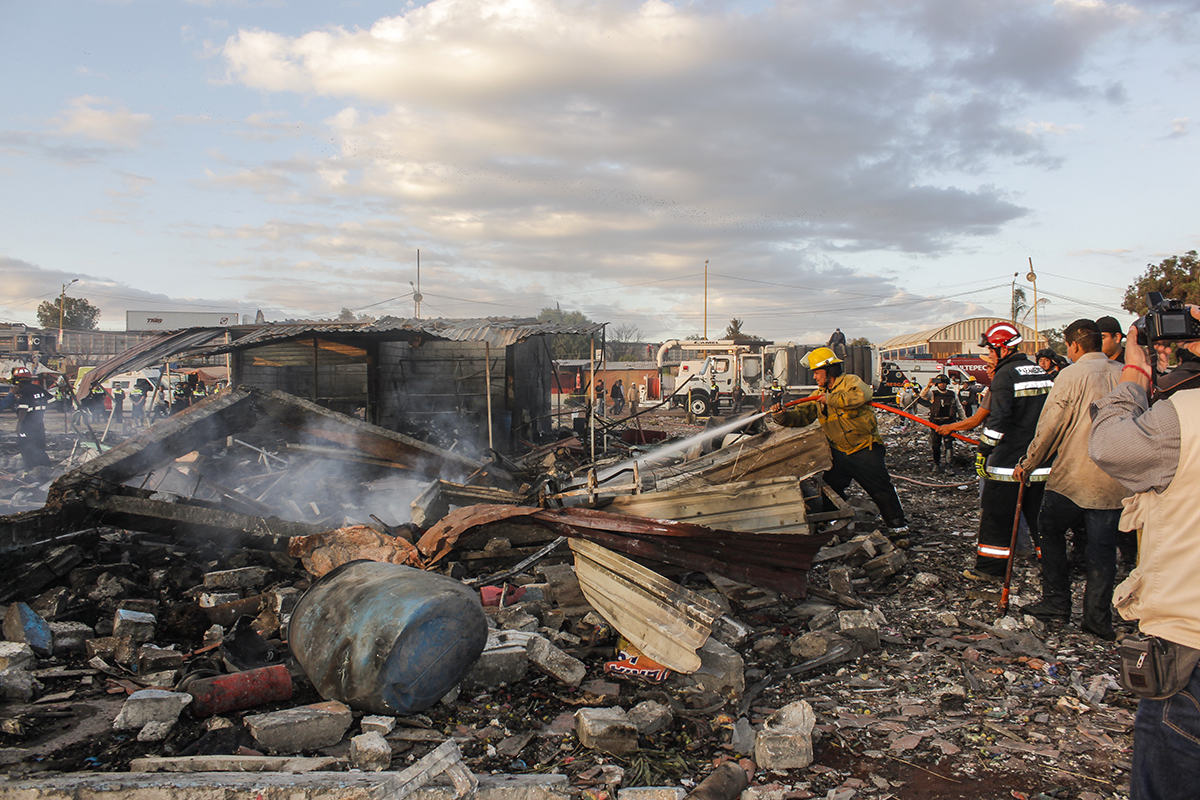
Un pompier éteint un incendie
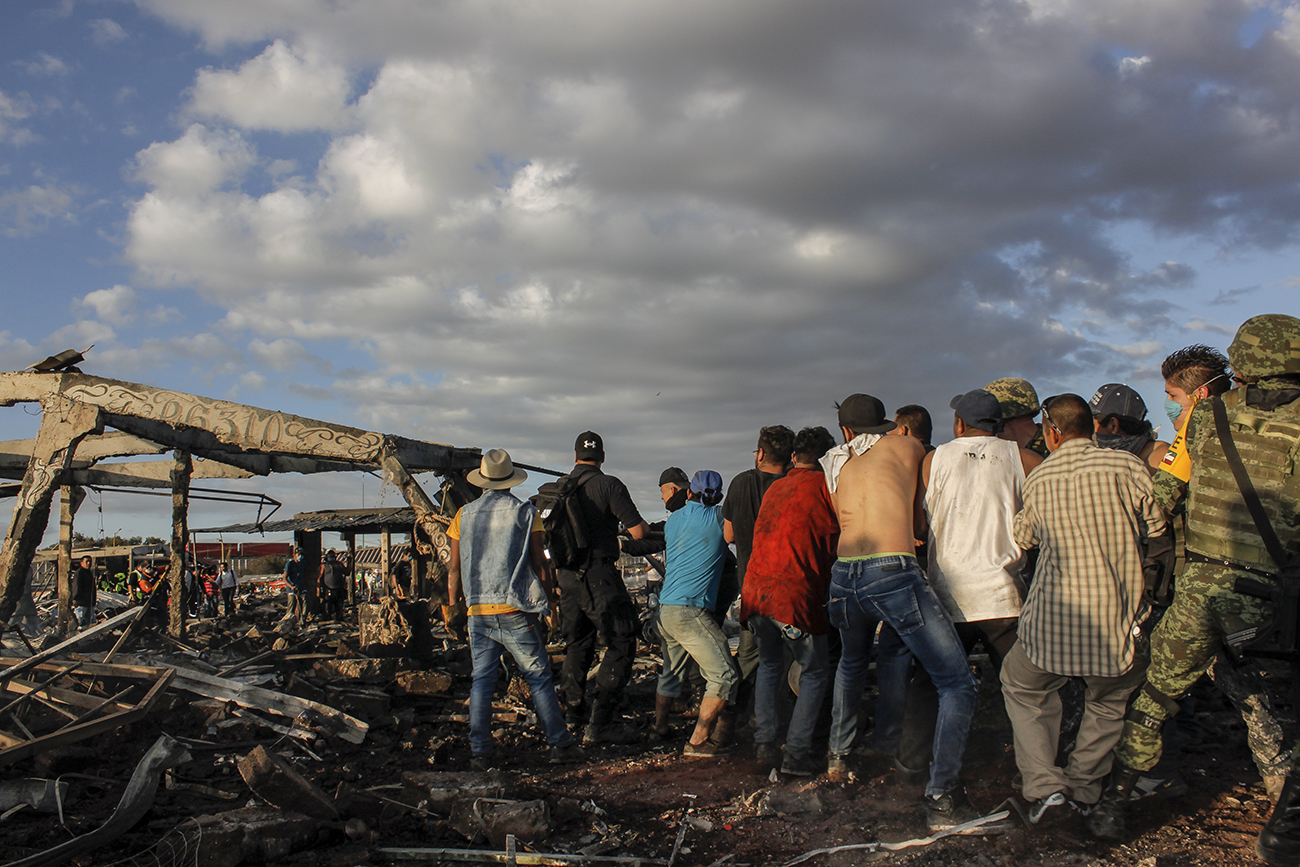
Personnes cherchant à travers les débris
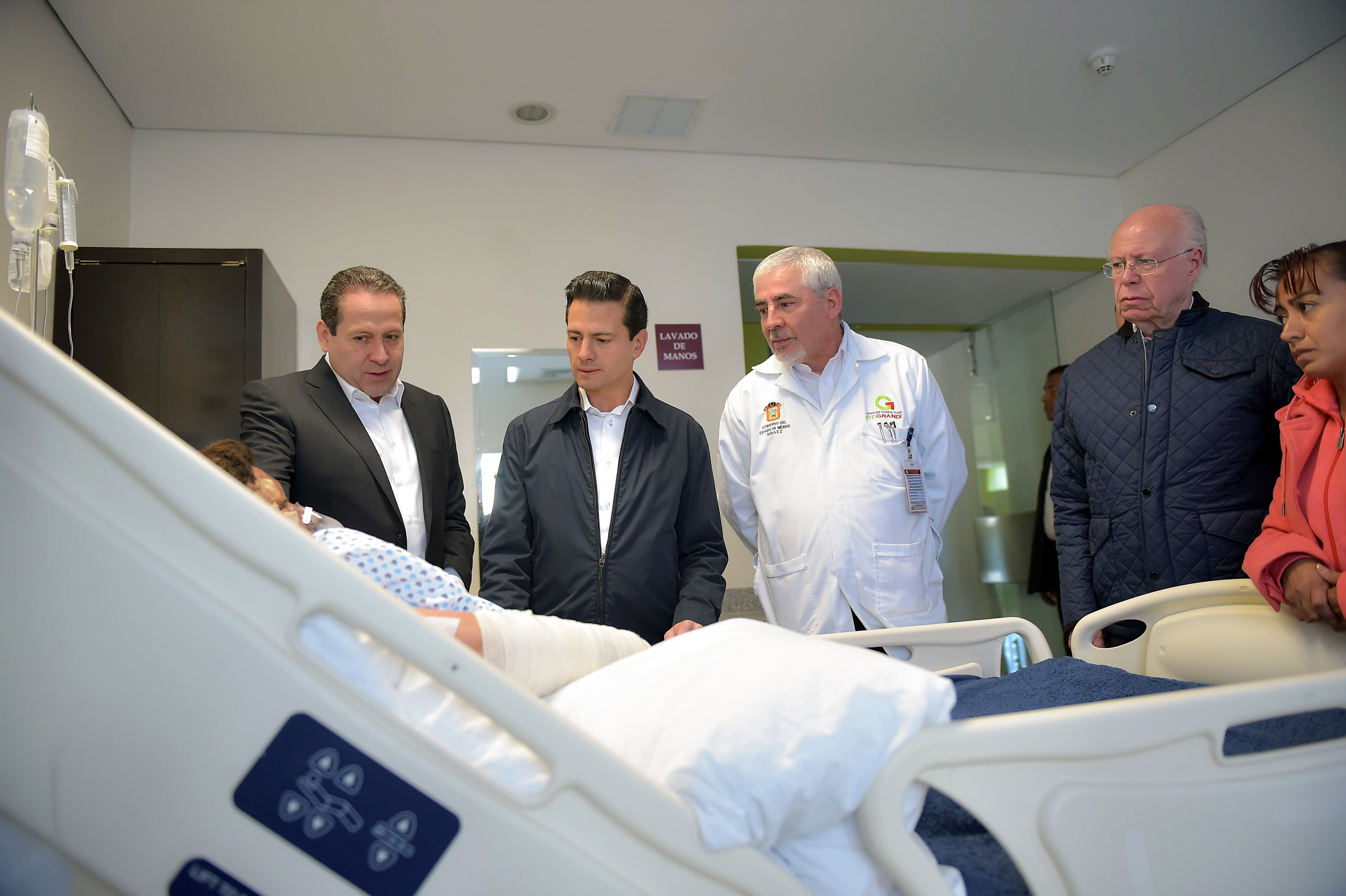
Eruviel Ávila Villegas (à gauche) et Enrique Peña Nieto rendent visite à une personne blessée